# ديناصور يي
ديناصور يي (بالإنجليزية: Yi) هو جنس من ديناصورات تسمى «سكانصوريوبتريجيداي» وُجد في الصين ويرجع تاريخه إلى عصر اليورا المتأخر. يسمى أحيانا Yi qi ، وهو يعرف من قطعة أحفورة واحدة من كائن ديناصوري بالغ أي ليس في مرحلة الطفولة؛ يعود إلى العصر اليوراسي المتوسط أو العصر اليوراسي المتأخر قبل حوالي 160 مليون سنة. تم العثور عليه في منطقة هيباي بالصين.
يعتقد أن الديناصور يي  كان يستطيع الحوم من شجرة إلى شجرة. ومثله كمثل الجنس سكانصوربتيريجيد فهو يمتلك اصبعا ثالثا طويلا، فكانت توجد له أغشية جلدية بين الأصابع (مثل الخفاش) تساعده على الحوم والانزلاق في الهواء بين الأشجار. تلك الأغشية الجلدية كانت تمتد أيضا إلى الرسغ العظمي. وتميزة تلك البنية عن باقي الديناصورات المعروفة، وربما كانت تلك البنية مقدمة لظهور الخفاشيش.

## مقارنة حجمه بالإنسان

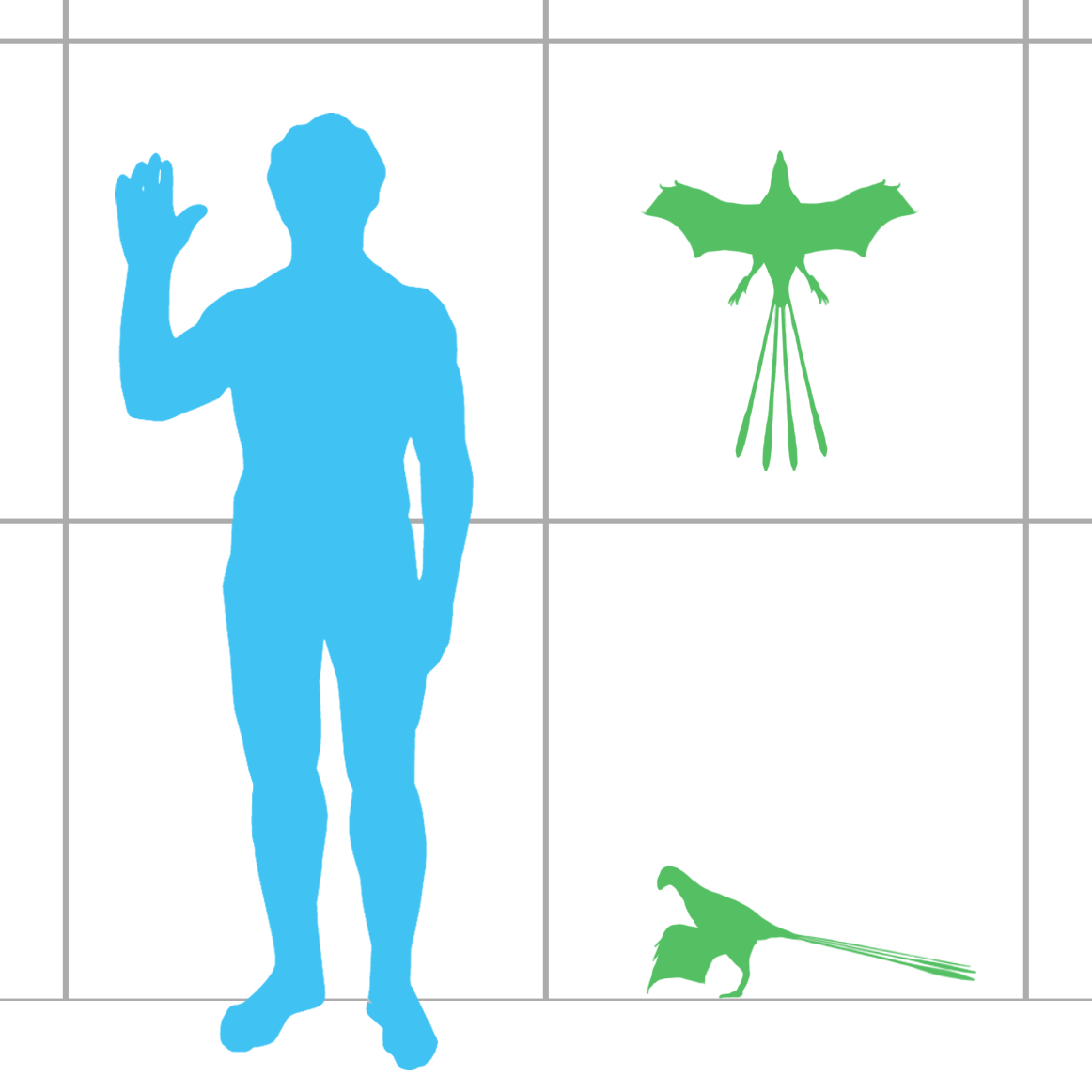
حجم أحفورة ديناصور يي بالنسبة لحجم الإنسان

## اقرأ أيضا
- ديناصور ذو ريش
- أركيوبتركس
- ديناصور بتيروداكتيلوس

## وصلات خارجية
- Nature Video: "A New Dinosaur: Flying Without Feathers" (video)
- Scientific American: "Bat-Winged Dinosaur Discovery Poses Flight Puzzle"
- Not Exactly Rocket Science: "Chinese dinosaur had bat-like wings and feathers"